# Eleotris balia
Eleotris balia is een straalvinnige vissensoort uit de familie van slaapgrondels (Eleotridae). De wetenschappelijke naam van de soort is voor het eerst geldig gepubliceerd in 1905 door Jordan & Seale.